# В'юнище (Переяслав-Хмельницький район)
В'юнище — село Переяславського повіту, потім Переяславського району, затоплене у зв'язку зі спорудженням Канівського водосховища.

## Історичні відомості
Перша згадка 1622 року.

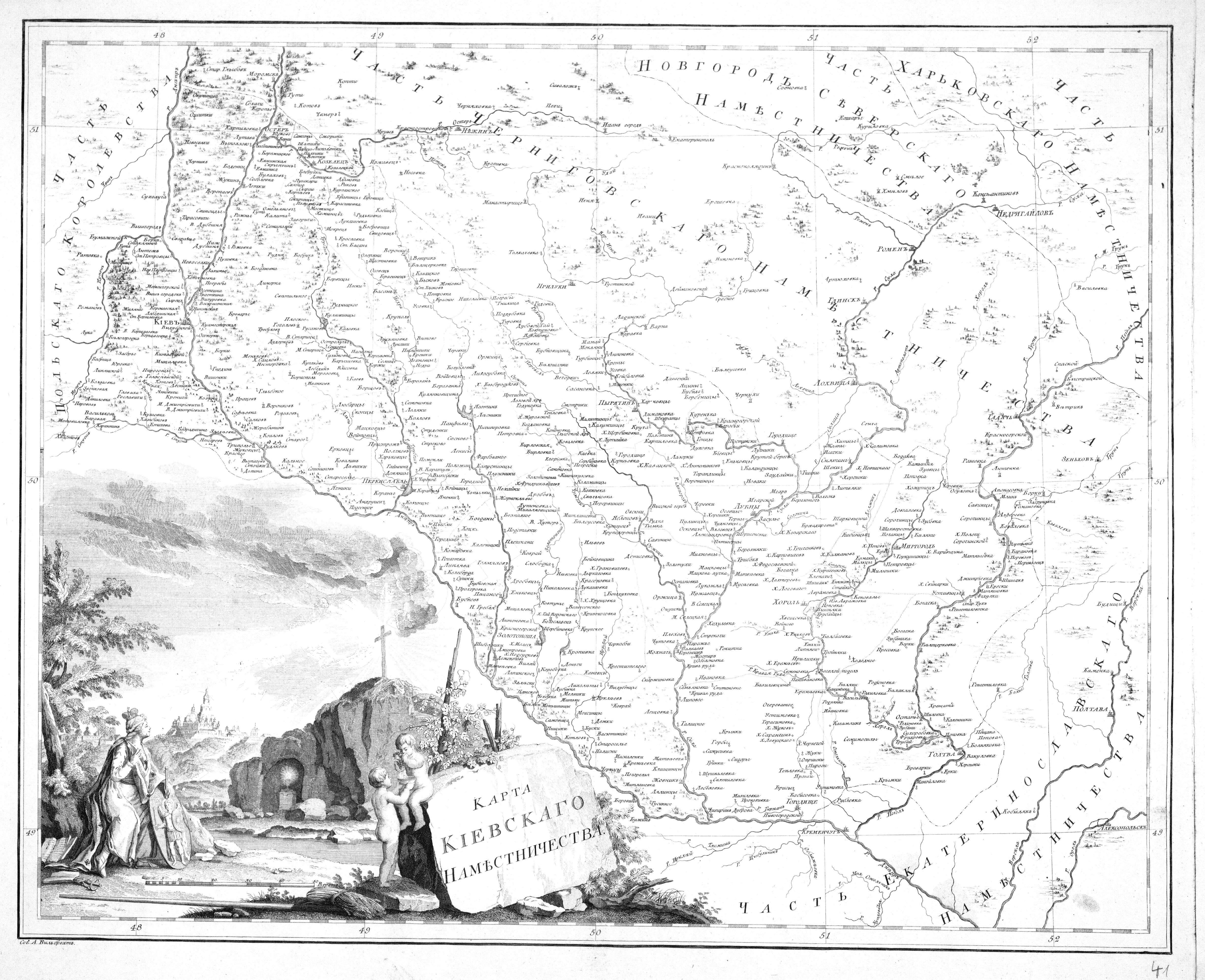
Карта Київського намісництва на якій відображено В'юнище у складі Переяславського повіту, 1792 р.

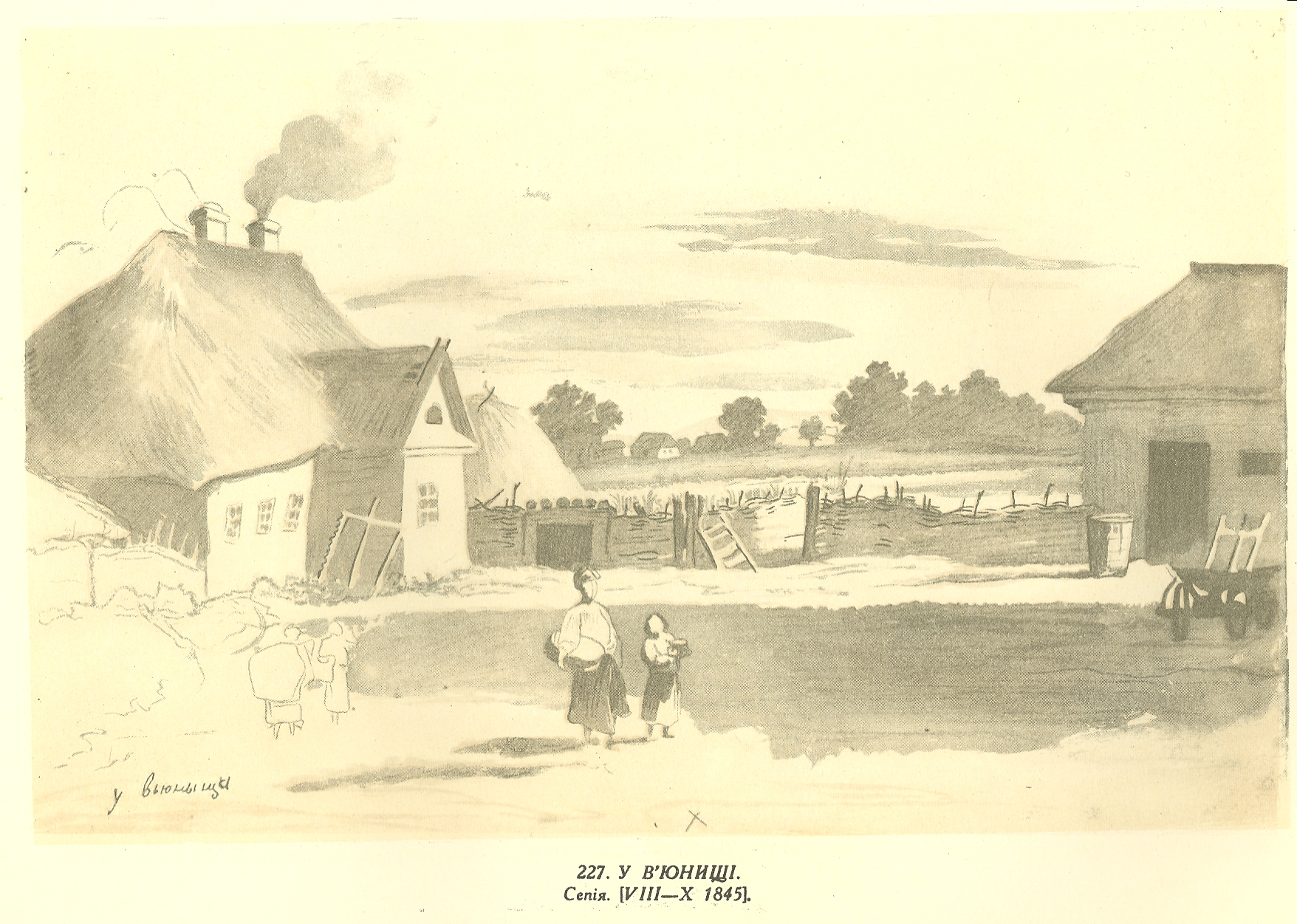
Малюнок Тараса Шевченка «У В'юнищі» (1845).

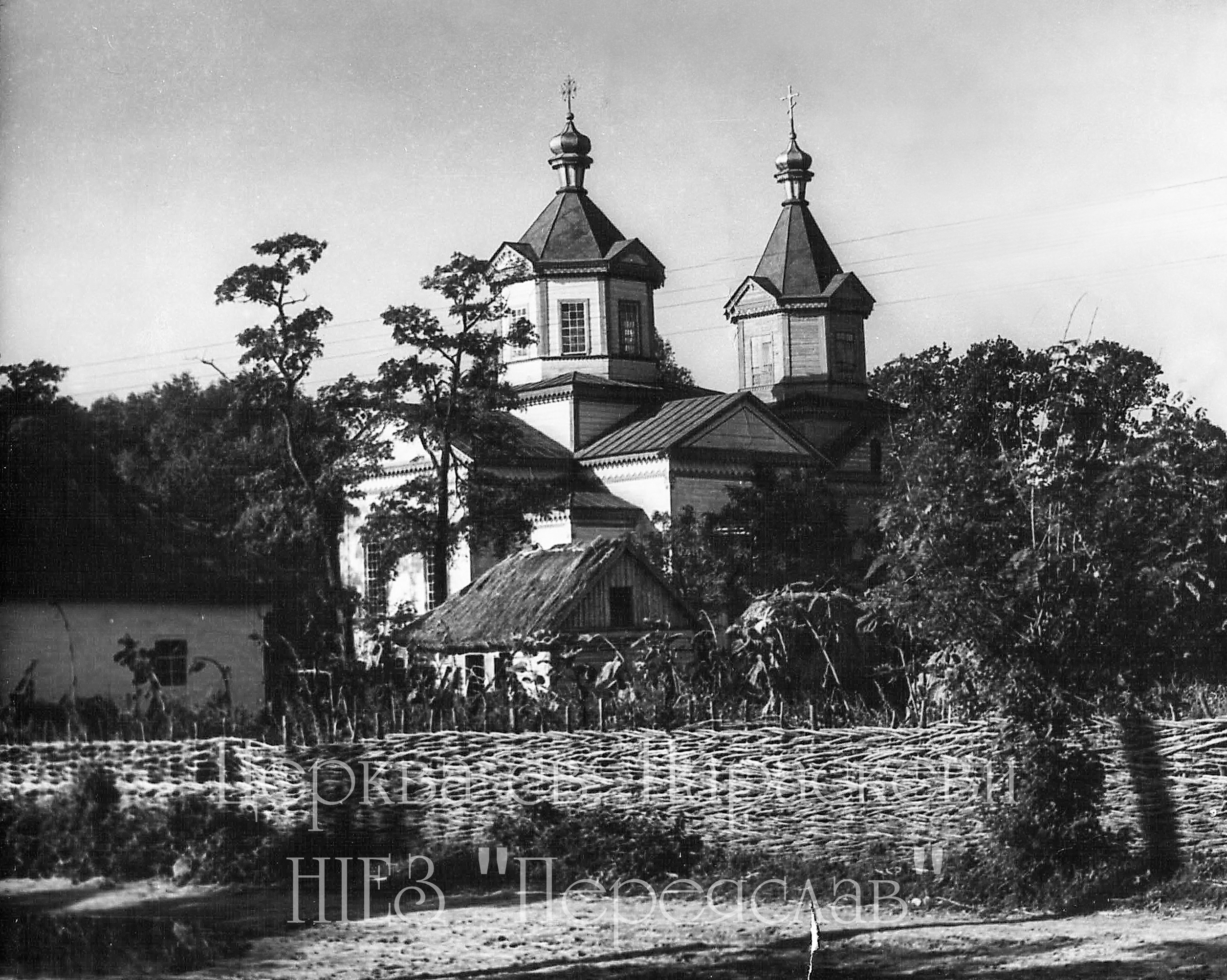
Краєвид села В'юнище. 60-ті рр. ХХ ст.

За Гетьманщини В'юнище належало до Трахтемирівської сотні Переяславського полку.
Відомо, що наприкінці XVII століття Федір Дараган оселився поблизу старого русла Дніпра, за дев'ять верст від Переяслава. У 1708-му він отримав у володіння всі угіддя навколо хутора В'юнищанського. У цій околиці швидко зростала кількість населення, тож військові старшини Петро Дараган, Аксенфієв, Данько, Савенко та Бойко вирішили спорудити дерев'яну церкву. Вона була закладена на трисажневій відстані від першого поселення Савенка. Храм освятили в ім'я святої великомучениці Параскеви. Пізніше, церкву святої Параскеви П'ятниці двічі перебудовували. Востаннє в 1891 році, на відміну від двох попередніх, вона була побудована разом із дзвіницею.
За описом Київського намісництва 1781 року село відносилось до Переяславського повіту даного намісництва і у ній нараховувалось 99 хат виборних козаків, козаків підпомічників, посполитих, різночинських і козацьких підсусідків.
За книгою Київського намісництва 1787 року у В'юнищах проживало 219 душ. Було у володінні різного звання «казених людей», козаків і власників: надвірного радника Яківа Іскри і колезького асесора Петра Дарагана.
З ліквідацією Київського намісництва, село у складі Переяславського повіту перейшло до Полтавської губернії.
Село є на мапі 1812 року
У серпні і в грудні 1845 року до В'юнищ приїжджав Тарас Шевченко. Зупинявся він у місцевого поміщика Степана Никифоровича Самойлова. Тут він створив малюнок-сепію «У В'юнищі». з авторським написом ліворуч унизу чорнилом: «У В'юнищі». Малюнок входить до альбому 1845 року. Тут Шевченко написав поетичні твори: «Холодний Яр», «Псалми Давидові», «Маленькій Мар'яні», «Минають дні, минають ночі», «І мертвим, і живим…», «Три літа».
В 1930 році у В'юнищах проживало 1423 чоловіки.
Кількість встановлених жертв у роки голодомору Голодомору — 245 осіб.

### Затоплення села та збереження історичних будівель
1968 року село потрапило в зону майбутнього затоплення. 1971 року місцеву церкву святої Параскеви П'ятниці перевезли до Музею народної архітектури та побуту Середньої Наддніпрянщини. За радянського релігієборства в ній було вирішено облаштувати Музей космосу.
До Музею народної архітектури та побуту Середньої Наддніпрянщини перевезли й будівлю сільської управи такою, якою вона була в селі в другій половині XX століття. До музейного комплексу споруд увійшли також перенесені з цього села хата, клуня, комора, саж, курник тощо.
У грудні 1973-го року, за рішенням виконавчого комітету Київської обласної ради депутатів трудящих № 628 «Про зміни в адміністративно-територіальному поділі деяких районів області» села В'юнище, Городище і Козинці В'юнищенської сільради Переяслав-Хмельницького району були виключені з облікових даних «у зв'язку з переселенням жителів». Дані села були затопленні водами Канівського водосховища.

## Персоналії
Із цього села родом Микола Олександрович Куниця (10 травня 1925, В'юнище — 24 травня 2002, Чернівці) — український палеогеограф, геоморфолог, палеонтолог і малаколог, професор (1986), доктор географічних наук (1984), кандидат геолого-мінеральних наук (1955), працював у Чернівецькому університеті.

## Галерея

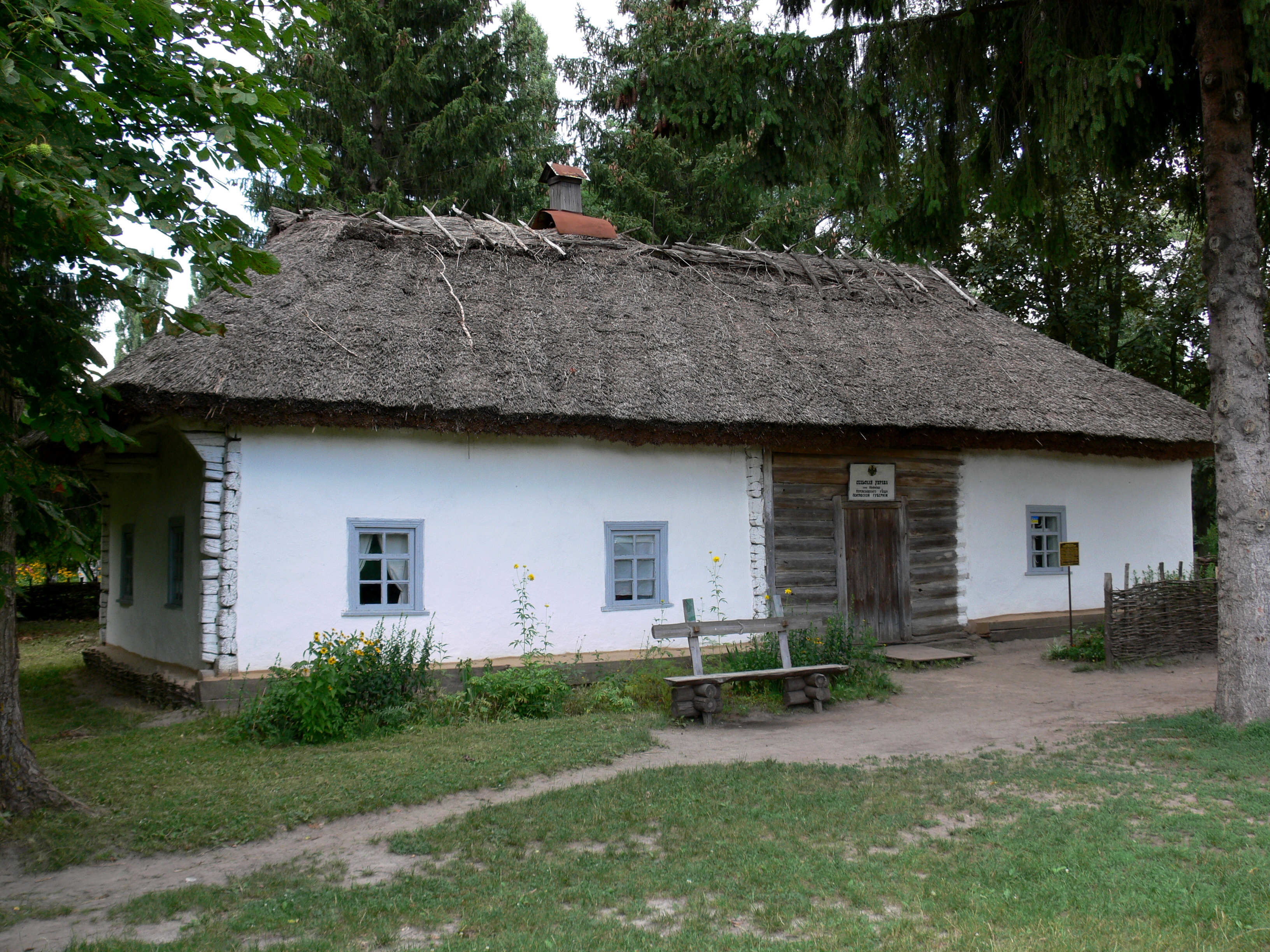
Будівля сільської управи.
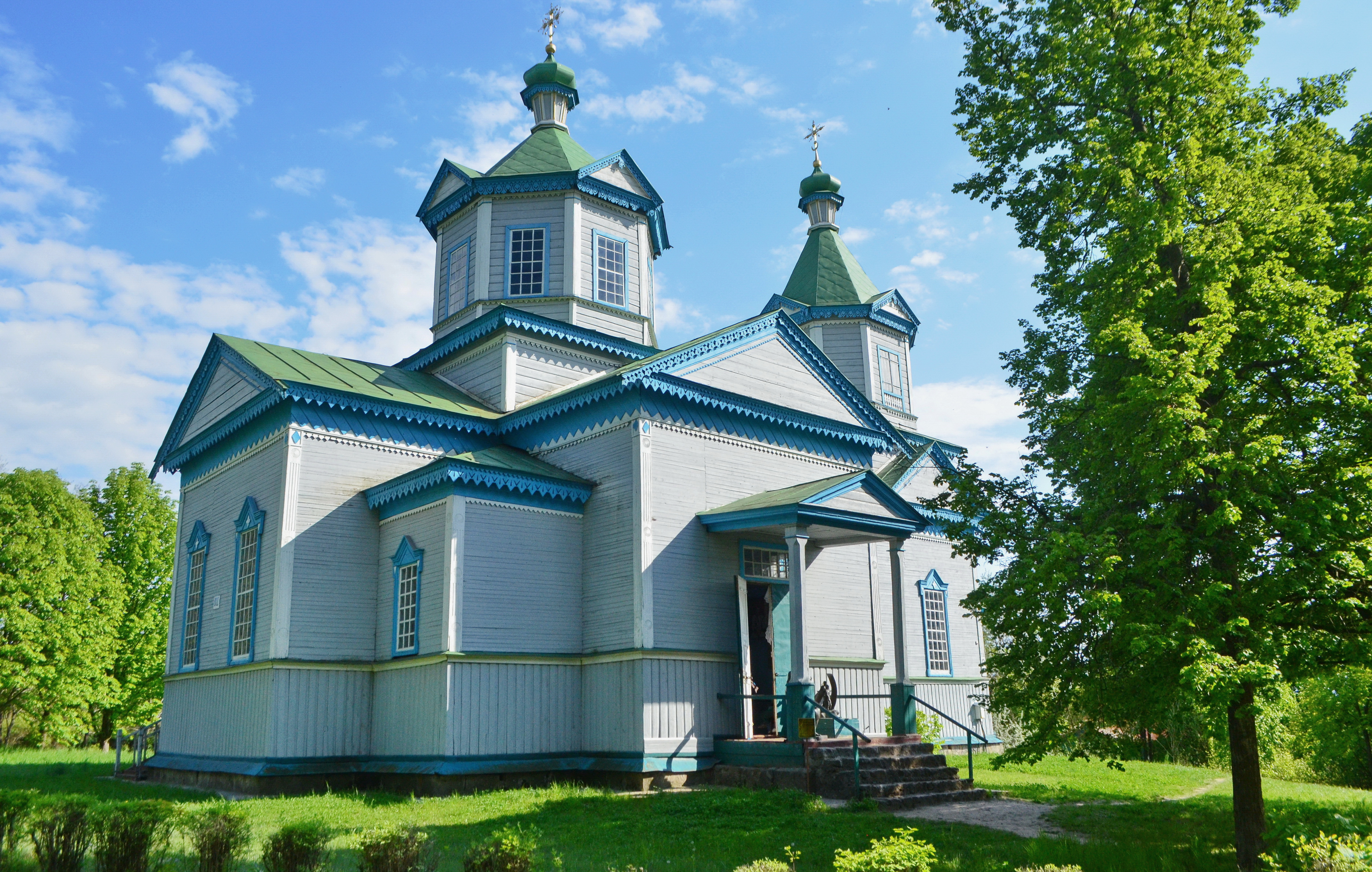
Церква святої Параскеви П'ятниці (В'юнище).
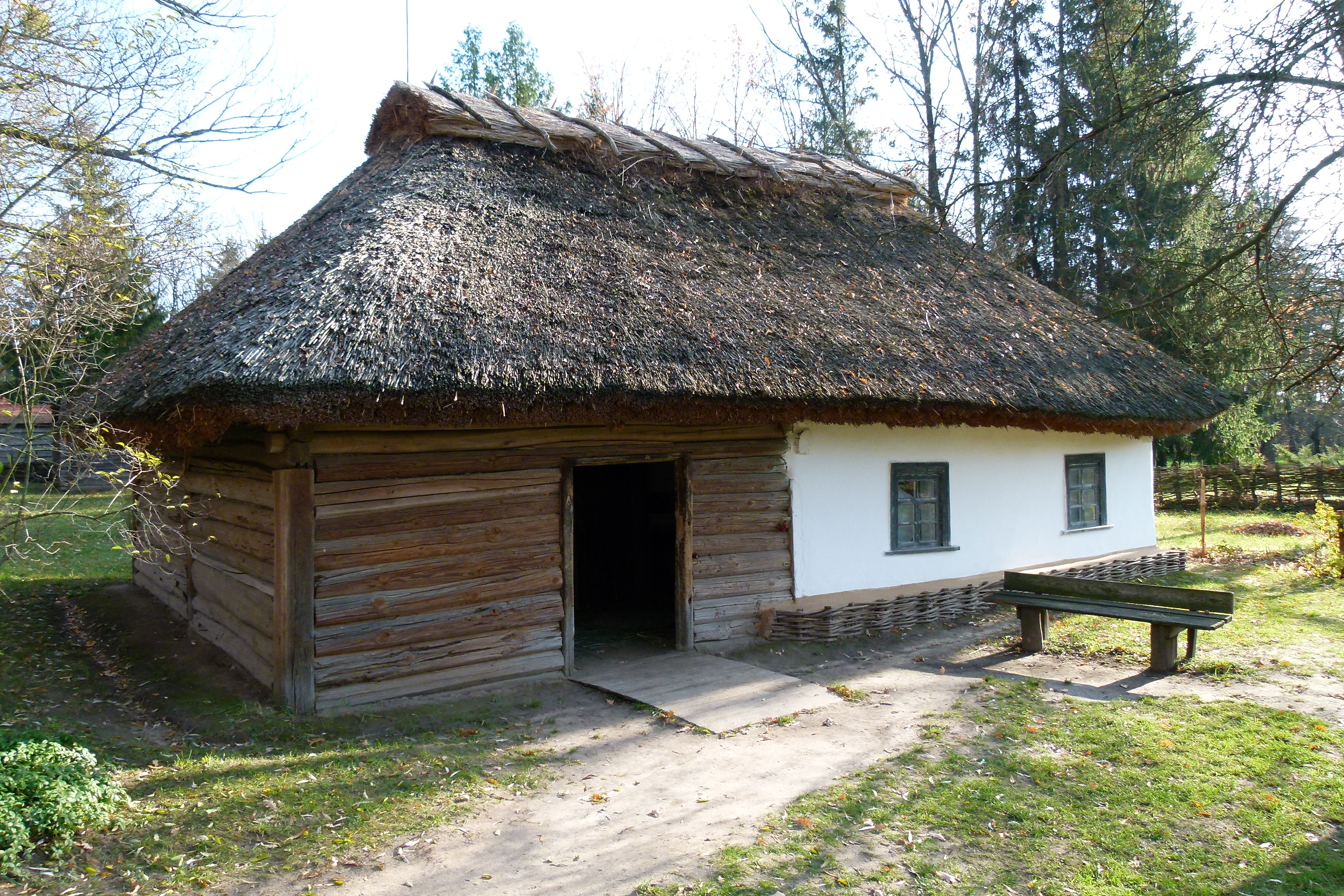
Хата селянина-безземельника з села В’юнище.